# Sechemre Chutawy Sobekhotep
Sechemre Chutawy Amenemhet Sobekhotep (Sobekhotep I./II.) byl možná první faraon 13. dynastie, který vládl zhruba tři roky.
Byl buď 1. faraonem (pak by měl být nazýván Sobekhotep I.), nebo 20. faraonem této dynastie (pak by byl Sobekhotep II.). V egyptologii v současné době převládá hypotéza, že byl 1. faraonem této dynastie. V Abydu byla v roce 2013 objevena jedna hrobka, ale zda skutečně patřila Sechemre Chutawy Sobekhotepovi, jak bylo navrženo, se přesně neví.

## Důkazy

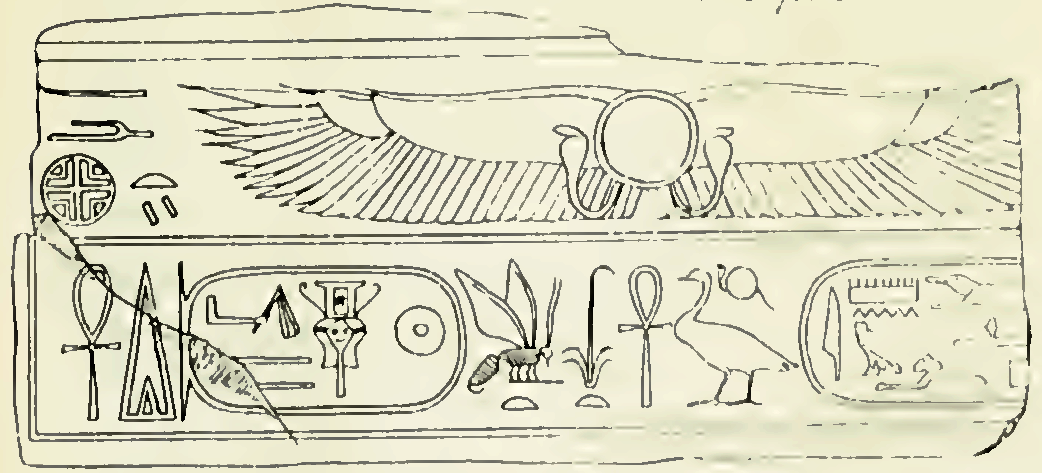
Jméno Sechemrea Chutawyho Sobekhotepa na reliéfu pohřebního chrámu Mentuhotepa II. v Dér el-Bahrí

Sechemre Chutawy Sobekhotep je dobovými prameny dobře doložen. Je zmíněn na Kahúnském papyru IV (UC 32166). Na papyru je zmíněn kromě něj i faraon předchozí dynastie Amenemhet III. Toto dokazuje, že tito dva vládli časově blízko. Mnoho fragmentů z budov nese taktéž jeho jméno.

### Údajná hrobka
Během vykopávek v Abydu v roce 2013 objevil tým archeologů pod vedením Josefa W. Wegnera z Pensylvánské univerzity hrobku krále jménem Sobekhotep. Za vlastníka byl považován Sobekhotep I., ovšem pozdější výzkumy zvýšily pravděpodobnost, že ona hrobka patřila králi Sobekhotepovi IV.

## Umístění v dynastii

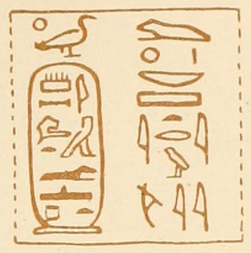
Nákres pečeti s nápisem: „Syn Reův, Amenemhet Sobekhotep, milovaný bohem Sobek-Reem, pánem Iu-miteru“.

O postavení tohoto krále ve 13. dynastii se stále vedou spory. Trůnní jméno Sechemre Chutawyre se v Turínském královském papyru objevuje jako 19. král 13. dynastie, ačkoliv jiné důkazy naznačují, že měl být tento král jejím prvním faraonem. V Turínském královském papyru je 1. faraonem 13. dynastie namísto něj Chutawyre.
Dle egyptologa Kima Ryholta je možné, že ten, kdo seznam psal, nechtěně zaměnil Sechemre Chutawyho s králem Chutawyrem (známým taktéž pod Horovým jménem Wegaf). Celou věc ještě komplikuje existence více králů se jménem Sechemre Chutawy: Sechemre Chutawy Sobekhotep, Sechemre Chutawy Pantšeny a Sechemre Chutawy Chabau.
Podle jeho Horova jména, Amenemhet Sobekhotep, se předpokládá, že mohl býti synem předposledního faraona 12. dynastie, Amenemheta IV. Jeho bratrem mohl být Sonbef. Jiní egyptologové považují jméno Amenemhat Sobekhotep za prosté dvojité jméno, které je ve 12. a 13. dynastii docela běžné.